# Плоп (Дондюшанский район)
Плоп (рум. Plop) — село в Дондюшанском районе Молдавии. Относится к сёлам, не образующим коммуну.

## География
Село расположено на высоте 182 метра над уровнем моря.
В селе Плоп в долине реки Куболта находятся 24 минеральных источника. Источники взяты под государственную охрану.

## Население
По данным переписи населения 2004 года, в селе Плоп проживает 1472 человека (676 мужчин, 796 женщин).
Этнический состав села:
| Национальность | Число жителей | Процентный состав |
| -------------- | ------------- | ----------------- |
| молдаване      | 1382          | 93,89             |
| украинцы       | 37            | 2,51              |
| румыны         | 34            | 2,31              |
| русские        | 16            | 1.09              |
| поляки         | 1             | 0,07              |
| прочие         | 2             | 0,14              |
| Всего          | 1472          | 100 %             |